# Cratere Voragine (Etna)
Il cratere Voragine è uno dei cinque crateri sommitali che costituiscono la cima del vulcano Etna.

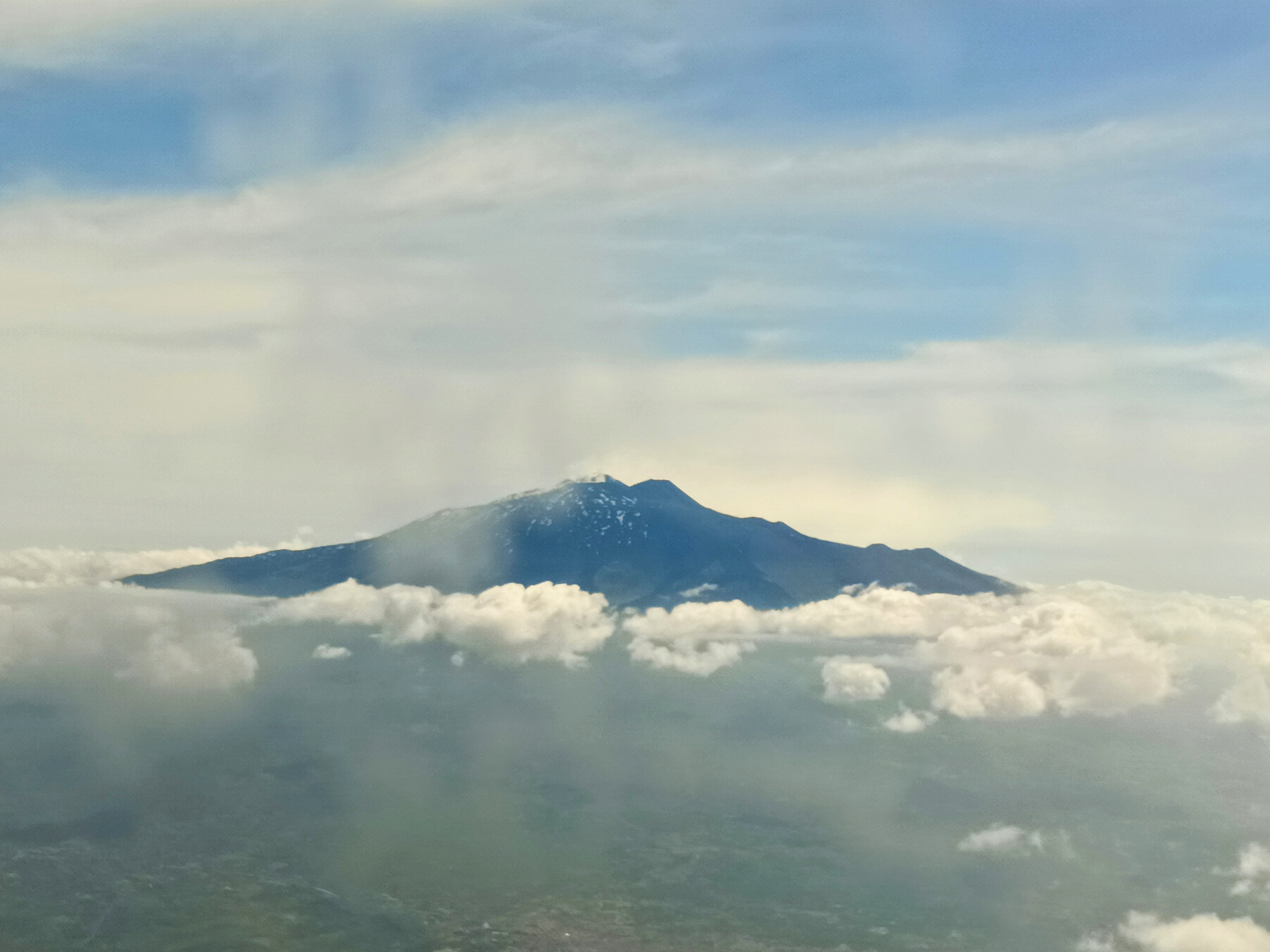
Crateri sommitali dell'Etna con il Cratere Voragine (sinistra) che supera in altezza il Cratere di Sud-Est (destra)

Situata all'interno del cratere centrale, la cima si è formata nell'autunno del 1945 nella porzione nord-orientale di quest'ultimo. Sebbene tenda a essere meno frequentemente attiva rispetto agli altri crateri sommitali, è nota per generare alcune delle eruzioni più esplosive dell'Etna in epoca recente, come quelle del 1960, 1998, 1999 e 2015, che hanno prodotto colonne eruttive alte fino a 15 km.
Le ultime eruzioni esplosive del decennio scorso risalgono al dicembre 2015 e al maggio 2016, con materiale piroclastico che si riversò nella vicina Bocca Nuova e poi traboccò verso l'alto fianco occidentale del vulcano. Il 7 agosto 2016 si aprì una nuova bocca degassante lungo il bordo nord-orientale della Voragine. Questa emise gas a temperature superiori a 700 °C, che si ridussero dopo la riattivazione del cratere di Nord-Est nel novembre 2017.
Nel 2024 la Voragine è tornata protagonista con una grande serie di eruzioni che ha segnato una svolta nella morfologia del vulcano: l'accumulo di materiale piroclastico e lavico ha portato alla formazione di un nuovo cono intracraterico che ha superato in quota gli altri crateri, rendendo la Voragine la nuova cima dell'Etna.

## L'attività eruttiva del 2024
Dopo oltre tre anni di inattività, la Voragine è tornata in eruzione nel giugno 2024. L'attività ha avuto inizio il mattino del 14 giugno con deboli esplosioni stromboliane all'interno di uno dei conetti piroclastici formatisi tra il 2019 e il 2021, rimasti silenti dal 3 aprile 2021. Nei giorni successivi, l'attività è aumentata progressivamente, fino a includere, a partire dal 28 giugno, anche l'emissione di piccole colate laviche che si sono riversate nella vicina Bocca Nuova. Intorno alle bocche attive si è rapidamente formato un nuovo cono di scorie, che in pochi giorni ha raggiunto un’altezza di diverse decine di metri.
La sera del 4 luglio, l'attività ha subito un'improvvisa intensificazione: si è verificato un episodio parossistico con fontane di lava e la formazione di una colonna eruttiva alta alcuni chilometri. Questo evento, durato oltre sette ore, ha profondamente modificato la morfologia della zona sommitale. Il cono cresciuto nei giorni precedenti è stato distrutto, mentre grandi quantità di materiale piroclastico si sono accumulate lungo gli orli della Voragine. Rilievi effettuati il giorno successivo hanno mostrato che l'orlo orientale del cratere si era innalzato di 107 metri, raggiungendo una quota di 3354 metri, pari a quella del Cratere di Sud-Est.
Durante l'episodio parossistico, una parte significativa dei prodotti è ricaduta all'interno della Bocca Nuova, colmandone i due grandi pozzi interni e coprendo parzialmente il fondo craterico con una colata di lava.
Un secondo episodio parossistico, avvenuto nella mattina del 7 luglio, ha ulteriormente incrementato l'accumulo di materiale, portando l'orlo orientale della Voragine a un'altitudine di circa 3369 metri. Si tratta della quota più elevata mai registrata sull'Etna. In parallelo, la Bocca Nuova è stata completamente colmata, e dall'orlo occidentale si è verificato un trabocco lavico, simile a quello osservato nel 2016, che ha generato colate lunghe fino a 500 metri.
Con questi eventi, la Voragine è diventata la nuova vetta dell'Etna, segnando una fase storica nella morfologia e nell'attività del vulcano.
I successivi parossismi che si sono protratti fino al 15 agosto 2024 hanno fatto innalzare ulteriormente la vetta del vulcano a 3403 m metri sul livello del mare.